# Der Meisterdieb (2010)
Der Meisterdieb ist ein deutscher Märchenfilm von Christian Theede aus dem Jahr 2010. Er ist eine Neuverfilmung des Märchens Der Meisterdieb und wurde von der Zieglerfilm Köln im Auftrag des NDR für die ARD-Reihe Sechs auf einen Streich produziert.

## Handlung
„Die Handlung ist originalgetreu nach dem Grimmschen Märchen Der Meisterdieb. Es gibt aber einige zusätzliche Szenen.“

Ein alter Mann sitzt mit seiner Frau vor seinem ärmlichen Haus. Sie haben gerade das Nötigste zum Leben. Ein prächtig gekleideter Herr, Robert, der Meisterdieb, reitet heran. Auf die Frage, was sie für ihn tun können, bittet er um ein einfaches Kartoffelgericht und gibt sich danach als deren vor langer Zeit weggelaufener Sohn zu erkennen. Seinen Reichtum habe er durch Stehlen erlangt. Zurückgekehrt sei er wegen seiner schwangeren Ehefrau. Nun wolle er sich dem Grafen stellen, er hoffe auf Milde, weil er der Patensohn des Grafen ist.
Der Graf empfängt den reichen Mann mit Freude, ist aber sehr erbost, als der Mann seinen Reichtum als Diebesgut und sich selbst als Meisterdieb und als Robert, das Patenkind des Grafen, zu erkennen gibt. Der Graf, entnervt durch seine Tochter, gibt Robert drei Aufgaben:
1. Er soll ihm sein (bewachtes) Pferd nachts aus dem Stall stehlen.
2. Er soll ihm mitten in der Nacht sein Betttuch stehlen und seiner Ehefrau den Ehering.
3. Er soll den Pfarrer und den Küster aus der Kirche stehlen.

Meistere er diese schier unlösbaren Aufgaben, will der Graf ihm Freiheit, Respekt und Anerkennung geben, ansonsten stirbt er.
Mit List und Tücke, der Graf muss erstaunt lachen, meistert Robert die drei Aufgaben.
1. Mit einem Betäubungsmittel, das er den Wachen des Pferdes als alte Frau verkleidet gibt, schaltet er diese aus und kann so das Pferd stehlen, trotz den Sicherheitsvorkehrungen (u. a. sitzt eine Wache auf dem Pferd) des Grafen.
2. Durch Täuschung des Grafen, er schießt auf eine Vogelscheuche[Neu 3], die der Meisterdieb ans Fenster des Zimmers hält und seiner Ehefrau, Robert gibt sich als Graf aus, gelingt ihm die zweite Aufgabe.
3. Durch eine List, er lässt Pfarrer und Küster glauben, sie kämen in den Himmel, wenn sie in seinen Sack steigen, steigen sie in ihn hinein. Sie glauben, sie wären nun im Himmel, dabei werden sie zum Hof gebracht.

Der Graf schenkt Robert die Freiheit und zollt ihm seine Achtung.

## Hintergrund
Die Erstausstrahlung des Films fand am 26. Dezember 2010 statt.
Hauptdrehort war das Gut Wulfshagen in Schleswig-Holstein (Gemeinde Tüttendorf). Das Haus des Meisterdiebes steht im Freilichtmuseum Molfsee, das Haus seiner Eltern im Freilichtmuseum am Kiekeberg. Im niedersächsischen Thomasburg bei Lüneburg stiehlt der Meisterdieb den Pfarrer und den Küster. Die Naturaufnahmen entstanden in der Gegend von Steinbeck/Klütz. Alle Drehaufnahmen entstanden vom 31. Mai 2010 bis 18. Juni 2010.

## Änderungen
Original:
1. ↑  Im Original der Brüder Grimm gibt es keine schwangere Ehefrau.
2. ↑  Im Original existiert keine Grafentochter.
3. ↑  Im Original schießt der Graf auf einen Toten.

Dem Original wurde außerdem eine Interpretation hinzugefügt: Die Erziehung Roberts misslang, Robert und sein Vater gerieten in Streit und ersterer lief von zu Hause weg. Er suchte und fand einen eigenen Weg jenseits der gesellschaftlichen Konventionen aber nicht ohne Ehrenkodex. Nun, da der Meisterdieb selbst Vater wird, war es Zeit, heimzukehren, den Streit beizulegen.

Die drei Diebstähle werden zur Meisterprüfung, die von seinem Paten, dem Grafen, abgenommen wird. Der Meisterdieb schafft es, von seinem Vater angenommen zu werden, als der, der er ist. Er hat es zu etwas gebracht, und seine Eltern können stolz auf ihn sein. Es ist nun Zeit, selbst Vater zu werden.